# ويلبر إل. آدامز
ويلبر إل. آدامز (بالإنجليزية: Wilbur L. Adams) هو محامي وسياسي أمريكي، ولد في 23 أكتوبر 1884 في جورجتاون في الولايات المتحدة، وتوفي في 4 ديسمبر 1937 في لويس في الولايات المتحدة. حزبياً، نشط في الحزب الديمقراطي. وقد انتخب عضو مجلس النواب الأمريكي.